# Bernhard Kauter
Bernhard Kauter (* 24. Juni 1942 in Bern) ist ein Schweizer Winzer, ehemaliger Degenfechter sowie Vermessungsingenieur, Geometer, Dipl. Ing. ETH.

## Beruflich
Bernhard Kauter ist der Sohn vom Schweizer Agrarwissenschaftler Alfred Kauter und studierte an der ETH Zürich. Er war Gründer eines der wichtigsten Vermessungsbüros im Kanton Bern, dem Büro Geoplan Team. 1975 realisierte Kauter die Bürogründung in Nidau.

## Fechten
Als Degenfechter gewann Kauter mehrere Medaillen an nationalen und internationalen Turnieren und stand unter anderem im Halbfinal beim prestigeträchtigsten Weltcup Turnier Challenge Monal in Paris. Später übernahm Kauter das Präsidium des Fechtclub Bern und wurde daraufhin auch als Präsident des schweizerischen Fechtverbandes angefragt. Er lehnte diesen Posten aufgrund der beruflichen Karriere ab.

## Wein – Tocco di Spada
Nach seiner Pensionierung studierte Kauter noch Weinbau an der Hochschule Changins und stellt nun seinen eigenen Wein her. Er betreibt im Kanton Tessin den Rebberg seines Bruders, Christian Kauter, und produziert Merlot, dies ist eine Rotwein-Rebsorte. Der selber produzierte Wein trägt den Namen Tocco di Spada.